# ろう者
ろう者（ろうしゃ）とは、聴覚障害者の一区分である。聾者、聾唖者（ろうあしゃ）ともいう。
ろう者の意味内容は多義的であるが、主に聾学校卒業者や日本手話使用者、聾社会に所属している人が、自分のこと（自分のアイデンティティ）を「ろう者」と呼称する。音声言語獲得前に失聴した人が多い。また、聴覚障害者という単語には『障害』という言葉が含まれているので、その表現を嫌う人も自分のことを「ろう者」と表すことが多い。手話を堂々と使い、聞こえない自分を肯定している聴覚障害者に、自分を「ろう者」と呼ぶ人が多い。

## 語義の変遷と論争
1990年代にアメリカのろう文化が日本に広く紹介される以前には、医学的な観点から見た「ろう」という分類が一般的であった為、中途失聴者であっても「自分はろうである」と考える人が存在した。しかし、1997年に木村晴美と市田泰弘が雑誌『現代思想』において発表した「ろう文化宣言」においては、『ろう者とは、日本手話という、日本語と異なる言語を話す、言語的少数者である』という文化的・言語的側面からの「ろう」の定義がなされた。
これは手話を中心とするろう文化を積極的に評価するもので、日本手話による手話教育の契機となるなど評価を受ける一方、日本手話を用いない人をろう者から排除する急進的かつ排他的な主張であったため、日本手話を使用しないが自らを「ろう」と名乗っていた人々や、日本語対応手話の話者からの批判が行われた。
この論争は雑誌『現代思想』誌上での討論（筑波技術短期大学教官であった長谷川洋と、手話教師であった木村晴美による。司会は難聴児教育に長く個人として携わっていた上農正剛）にまで発展したが、双方の主張は噛み合わないままに終わった。結局この論争は立ち消えとなり、言語的・文化的観点から「ろう」「難聴」「中途失聴」に分ける考え方が定着していった。その過程では、木村らも当初の極めて急進的で排他的な主張をややトーンダウンさせたと言われている。

## 医学的基準からの「ろう」
医学的な基準では、両耳の聴力100dB以上の最重度聴覚障害のことをろうという。しかし、現在では一般に、医学的背景ではなく、文化的背景で判断される。英語では、医学的背景からの「ろう」はdeafと表し、文化的背景からの「ろう」はDeafと表す。
例を挙げると、失聴時期や育った環境（インテグレーション経験者）によっては、両耳100dB以上の最重度聴覚障害であっても、自分のこと（自分のアイデンティティ）を難聴者や中途失聴者とする場合がある。また、老人性難聴によって両耳100dB以上になった老人が自分のことを「ろう者」と言うことはない。

## 「聾唖」について
聾唖（ろうあ）の「唖（あ）」は、しゃべれない事を意味する。かつては、重度の聴覚障害者が音声言語を獲得するのは不可能だったため、「耳が聞こえない」ならば「しゃべれない」という命題が成り立っていた。しかし、現在は
1. 口話法・高性能の補聴器・早期訓練などによって、訓練すればある程度はしゃべれるようになった。ただし、聴者と全く同様のレベルでしゃべる事は出来ない状態である。「車椅子の人が立って、なんとか歩ける場合もある。しかし『健常』者と全く同様に走ることはできない」というのと同じ。
2. 「音声言語」ではなく「手話」でならしゃべれる（意思疎通が図れる）。

ということもあり、『ろう』という言い方が一般的になった。全日本ろうあ連盟の名称は、『ろうあ』という言い方が一般的だった時代の名残である。

## 「聾児」という概念
「ろう」であるかどうかは本質的・先天的に決まると考える人々は、重度聴覚障害児を「ろう児」と呼ぶ。これは、「この子供達は将来的にはろう者になるはずである・なるべきである」というある種の予定説に基づくものである。このような主張を行う一派は「ろう」の本質を「日本手話」「ろう文化」の内在化と見ているが、現実には「ろう」の親から生まれるか、親が意識的に幼少時からろう者社会に参加させない限り、重度聴覚障害児は、特に聾学校に入学する以前には、これらの要素を身につけていない。すなわち、通常の定義では彼らは「ろう」ではない。しかし「ろう児」という言葉を使用する一派（「全国ろう児を持つ親の会」など）は、重度聴覚障害児は「ろう」となる運命のもとに生まれて来たと考え、彼らを「ろう児」と呼ぶ。
現在の日本の公教育の場では「ろう児」という用語は使用されていない。